# Тихоокеанська деревна жаба
Тихоокеанська деревна жаба (Pseudacris regilla, раніше Hyla regilla) — вид маленьких (2,5-5 см) жаб, з яксравими темно-коричневими або чорними смужками біля очей. Забарвлення спини може бути різним: зеленим, коричневатим, червонуватим, сірим, коричневим або чорним, жаби також мають темну трикутну пляму на голові. Колір також залежить від кольорової фази, та може швидко змінюватися від темного до світлого. Живіт білуватий або кремовий, як і нижня сторона ніг. Самці цього виду мають жовте горло. Перетинки між пальцями невеликі, а самі пальці мають невеличкі подушечки. Шкіра гладка.